# Temminck-Nacktschwanzbeutelratte
Die Temminck-Nacktschwanzbeutelratte (Metachirus myosuros) ist eine Beutelsäugerart aus der Gattung der Nacktschwanzbeutelratten. Sie kommt vom südlichen Nicaragua über Kolumbien und das westliche und südliche Amazonasbecken bis ins südöstliche Brasilien vor. Außerdem gibt es eine isolierte Population in Chiapas im Süden Mexikos.

## Beschreibung
Die Temminck-Nacktschwanzbeutelratte ist auf der Rückenseite rotbraun, gelbbraun oder graubraun gefärbt während die Bauchseite braun bis gelblich-weiß ist. Die Männchen erreichen eine Kopfrumpflänge von 21,7 bis 28,5 cm, haben einen 25,6 bis 33,6 cm langen Schwanz, 40 bis 47 mm lange Hinterfüße, 30 bis 39 mm lange Ohren und erreichen ein Gewicht von 248 bis 485 g. Weibchen bleiben mit einer Kopfrumpflänge von 21,8 bis 27,8 cm, einem 26,5 bis 33,6 cm langen Schwanz und einem Gewicht von 270 bis 430 g kleiner. Ihre Hinterfüße erreichen eine Länge von 37 bis 46 mm und die Ohren sind 30 bis 39 mm lang. Die Temminck-Nacktschwanzbeutelratte ist damit etwas kleiner als Metachirus nudicaudatus, der zweiten Art der Nacktschwanzbeutelratten. Die zwei äußerlich sehr ähnlichen Arten können vor allem anhand ihrer Schädelmorphologie unterschieden werden. Große, ältere Männchen beider Arten entwickeln einen zweiteiligen aus einem rechten und linken Abschnitt bestehenden Scheitelkamm. Beide Teile des Scheitelkamms laufen bei der Temminck-Nacktschwanzbeutelratte auf dem Hinterschädel zusammen, während sie bei Metachirus nudicaudatus getrennt bleiben. Das Rostrum (die Schnauze) ist bei der Temminck-Nacktschwanzbeutelratte kräftiger entwickelt und die Jochbeinbögen sind mehr abgerundet als bei M. nudicaudatus. Die Gaumenfenster sind bei der Temminck-Nacktschwanzbeutelratte kürzer und schmaler als bei M. nudicaudatus. Nacktschwanzbeutelratten sind die größten Beutelratten deren Weibchen keine Beutel haben, sondern nur einen haarlosen Brutfleck mit neun Zitzen, je vier an den Seiten und eine mittige. Schädelgröße und Schädelform sind bei Männchen und Weibchen verschieden. Der Schwanz der Tiere ist von der Basis bis zur Spitze unbehaart.

## Lebensweise
Die Temminck-Nacktschwanzbeutelratte kommt vom Meeresspiegelhöhe bis in Höhen von 2100 Metern vor allem in verschiedenen Wäldern vor, wurde jedoch auch schon auf Bauernhöfen, in Obstgärten oder in Dörfern gefunden. Die Tiere sind nachtaktiv, terrestrisch (bodenbewohnend) und gute Läufer. Im südöstlichen Brasilien wurden 50 bis 600 Exemplare auf einen km² gezählt während in der Restinga, einer Landschaftsform mit Wäldern auf sandig-lehmigen Böden, nur 22 Individuen pro km² leben. Die Tiere ernähren sich vor allem von Insekten. Kotproben aus der Restinga enthielten vor allem die Überreste von Ameisen, Termiten, Schaben und Käfern, außerdem Samen von Kakteen und Nachtschattengewächsen. Im Atlantischen Regenwald werden auch die Früchte von Palmen und Bromelien verspeist, sowie Hautflügler, Spinnen, Wanzen, Zikaden, Vögel, kleine Säugetiere und Echsen. In Chiapas fand man auch die Schalen von Vogeleiern im Kot und in den Galeriewäldern des Cerrado enthielt ein Drittel der Ausscheidungen Samen von Sträuchern oder Bäumen, vor allem von Clidemia- und Miconia-Arten. Im Amazonasbecken vermehrt sich die Temminck-Nacktschwanzbeutelratte wahrscheinlich das ganze Jahr über. Die Tragzeit beträgt 21 Tage und die Anzahl der Jungtiere liegt zwischen vier und neun. Nach der Geburt saugen sich die Jungtiere an den Zitzen fest und verbleiben dort für einen Zeitraum von 75 bis 80 Tagen. Danach werden sie von den Weibchen im Nest allein gelassen wenn sie auf Futtersuche gehen. Bis zur Entwöhnung vergehen noch 30 bis 45 Tage und nach etwa 130 Tagen sind die Jungtiere völlig selbstständig. Sie sind mit einem Alter von 10 Monaten geschlechtsreif.

## Systematik
Die Temminck-Nacktschwanzbeutelratte wurde im Jahr 1824 durch den niederländischen Zoologen Coenraad Jacob Temminck erstmals wissenschaftlich beschrieben. Zusammen mit allen weiteren Arten der Nacktschwanzbeutelratten wurde sie später mit Metachirus nudicaudatus synonymisiert und M. nudicaudatus galt lange Zeit als einzige der damit monotypischen Gattung Metachirus. Im Beuteltierband des Handbook of the Mammals of the World, der im Juni 2015 veröffentlicht wurde, wurde Metachirus nudicaudatus als einzige Art mit fünf Unterarten beschrieben:
- Metachirus nudicaudatus nudicaudatus, Venezuela südlich des Orinoko, die drei Guayanas und nördliches Brasilien
- Metachirus nudicaudatus colombianus, Chiapas, Mittelamerika, westliches und nördliches Kolumbien, Venezuela westlich des Maracaibo-Sees und westliche Llanos und der Nordwesten von Ecuador
- Metachirus nudicaudatus modestus, Süden Brasilien, Osten und Zentrum von Paraguay und die argentinischen Provinzen Misiones und Formosa
- Metachirus nudicaudatus myosuros, östliches Brasilien von Pernambuco bis Santa Catarina
- Metachirus nudicaudatus tschudii westliches Amazonasbecken, d. h. Südosten Kolumbiens, Westen von Brasilien, Osten von Peru und Norden und Osten von Bolivien

Die Autoren bemerken jedoch, dass es wahrscheinlich ist, dass die Gattung mehr als eine Art beinhaltet, da es große genetische Unterschiede zwischen den Nacktschwanzbeutelratten aus verschiedenen Regionen gibt. Im Juni 2019 teilten der Beutelrattenexperte Robert S. Voss und zwei weitere Biologen die Nacktschwanzbeutelratten deshalb in zwei Arten. Die im nordöstlichen Südamerika vorkommenden Populationen der Nacktschwanzbeutelratten, die eine basale Stellung im Metachirus-Stammbaum haben, werden zu einer eigenständigen Art die den Namen Metachirus nudicaudatus erhält, da die Terra typica von Metachirus nudicaudatus in Französisch-Guyana liegt. Alle übrigen Populationen und Unterarten wurden unter Bezeichnung Metachirus myosuros zusammengefasst. 2023 wurde mit Metachirus aritanai eine dritte Art beschrieben.
Die Verwandtschaftsbeziehungen innerhalb der Nacktschwanzbeutelratten nach Miranda et al. (2023):
|  | Metachirus nudicaudatus |
|  |                         |
|  | Metachirus aritanai     |
|  |                         |

|  | \| \| Population des östlichen Amazonien (Teles-Pires-Population) \| \| \| \| \| \| Population des atlantisches Regenwalds \| \| \| \| |
|  | |
|  | Population der südwestlichen Amazonasregion und Mittelamerikas                                                                         |
|  | |
|  | Population des östlichen Amazonien (Teles-Pires-Population)                                                                            |
|  | |
|  | Population des atlantisches Regenwalds                                                                                                 |
|  | |

|  | Population des östlichen Amazonien (Teles-Pires-Population) |
|  |                                                             |
|  | Population des atlantisches Regenwalds                      |
|  |                                                             |

|  | \| \| Population des östlichen Amazonien (Teles-Pires-Population) \| \| \| \| \| \| Population des atlantisches Regenwalds \| \| \| \| |
|  | |
|  | Population der südwestlichen Amazonasregion und Mittelamerikas                                                                         |
|  | |
|  | Population des östlichen Amazonien (Teles-Pires-Population)                                                                            |
|  | |
|  | Population des atlantisches Regenwalds                                                                                                 |
|  | |

|  | Population des östlichen Amazonien (Teles-Pires-Population) |
|  |                                                             |
|  | Population des atlantisches Regenwalds                      |
|  |                                                             |

|  | Metachirus nudicaudatus |
|  |                         |
|  | Metachirus aritanai     |
|  |                         |

|  | \| \| Population des östlichen Amazonien (Teles-Pires-Population) \| \| \| \| \| \| Population des atlantisches Regenwalds \| \| \| \| |
|  | |
|  | Population der südwestlichen Amazonasregion und Mittelamerikas                                                                         |
|  | |
|  | Population des östlichen Amazonien (Teles-Pires-Population)                                                                            |
|  | |
|  | Population des atlantisches Regenwalds                                                                                                 |
|  | |

|  | Population des östlichen Amazonien (Teles-Pires-Population) |
|  |                                                             |
|  | Population des atlantisches Regenwalds                      |
|  |                                                             |

|  | \| \| Population des östlichen Amazonien (Teles-Pires-Population) \| \| \| \| \| \| Population des atlantisches Regenwalds \| \| \| \| |
|  | |
|  | Population der südwestlichen Amazonasregion und Mittelamerikas                                                                         |
|  | |
|  | Population des östlichen Amazonien (Teles-Pires-Population)                                                                            |
|  | |
|  | Population des atlantisches Regenwalds                                                                                                 |
|  | |

|  | Population des östlichen Amazonien (Teles-Pires-Population) |
|  |                                                             |
|  | Population des atlantisches Regenwalds                      |
|  |                                                             |

## Belege
1. 1 2 3 4 5  
Diego Astúa: Family Didelphidae (Opossums). Seite 70 - 186 in Don E. Wilson, Russell A. Mittermeier: Handbook of the Mammals of the World – Volume 5. Monotremes and Marsupials. Lynx Editions, 2015, ISBN 978-84-96553-99-6, S. 157.
2. 1 2 3  
Robert S. Voss, David W. Fleck und Sharon A. Jansa: Mammalian Diversity and Matses Ethnomammalogy in Amazonian Peru Part 3: Marsupials (Didelphimorphia). Bulletin of the American Museum of Natural History, 2019 (432), S. 1-90, doi:10.1206/0003-0090.432.1.1, S. 61–68.
3. ↑  
Patton, J.L. und L.P. Costa: Molecular phylogeography and species limits in rainforest didelphid marsupials of South America. S. 66 u. 68 in M.E. Jones, C.R. Dickman und M. Archer (editors), Predators with pouches: the biology of carnivorous marsupials. 63–81. Melbourne 2003: CSIRO Press.
4. 1 2  
Cleuton Lima Miranda, Mario da Silva Nunes, Arielli Fabrício Machado, Izeni Pires Farias, Fernando Heberson Menezes, Natalia Carneiro Ardente, Manoel Dos Santos-Filho, Yennie Katarina: A new species of jupati, genus Metachirus Burmeister 1854 (Didelphimorphia, Didelphidae) for the Brazilian Amazon. Mammalia, 2023, doi:10.1515/mammalia-2021-0176.